# Maxime Colin
Maxime Colin (Arras, 15 november 1991) is een Franse voetballer. Hij is een verdediger en staat onder contract bij Brentford FC.

## Carrière

### Jeugd
Colin begon met voetballen bij Anzin-Saint-Aubin, dat hij na vijf jaar inruilde voor Arras Football. Na een tussenstap bij US Vermeloise belandde de verdediger in 2007 bij CS Avion. In 2009 maakte de toen achttienjarige Colin de overstap naar US Boulogne, op dat moment spelend in de tweede klasse.

### Boulogne
Op 17 september 2010, maakte hij zijn debuut in de Ligue 2. Vanaf dan mocht hij regelmatig starten in het elftal van coach Michel Estevan, die in oktober 2011 werd opgevolgd door zijn assistent Pascal Plancque. In februari 2011 werd hij ook geselecteerd voor het Frans voetbalelftal onder 20 jaar. Hoewel Colin zich ontpopte tot de vaste rechtsachter van Boulogne, kon hij niet voorkomen dat de club in 2012 naar het Championnat National degradeerde.

### Troyes
In de zomer van 2012, net voor het sluiten van de transfermarkt, versierde Colin een transfer naar Troyes AC. Bij de club uit de Ligue 1 werd hij de opvolger van de naar Lille OSC verhuisde Djibril Sidibé. Colin kwam in zijn eerste seizoen achttien keer in actie voor Troyes, dat in mei 2014 naar Ligue 2 zakte. Na de degradatie groeide Colin uit tot een titularis.

### Anderlecht
Op 29 augustus 2014 tekende Colin een contract voor drie seizoenen bij RSC Anderlecht. De 22-jarige Fransman werd er herenigd met zijn vroegere ploegmaat Fabrice N'Sakala. Hij speelde zijn eerste vriendschappelijke wedstrijd op vrijdag 5 september tegen Dordrecht. Tijdens zijn eerste seizoen zou hij uiteindelijk 17 maal in actie komen.
Tijdens de start van het seizoen 2015-2016 bleek dat hij slechts derde keuze was op de rechtsback, na Andy Najar en Anthony Vanden Borre.

### Brentford FC
Op 14 augustus 2015 tekende hij een vierjarig contract bij Brentford FC, een ploeg uit de Championship.

### Birmingham City
Op 31 augustus 2017 tekende hij een vierjarig contract bij Birmingham City, dat net als zijn vorige club uitkomt in de Championship.

## Statistieken
| Seizoen | Club            | Land               | Competitie           | Competitie | Competitie | Beker | Beker | Supercup | Supercup | Europees | Europees | Totaal | Totaal |
| Seizoen | Club            | Land               | Competitie           | Wed.       | Dlp.       | Wed.  | Dlp.  | Wed.     | Dlp.     | Wed.     | Dlp.     | Wed.   | Dlp.   |
| ------- | --------------- | ------------------ | -------------------- | ---------- | ---------- | ----- | ----- | -------- | -------- | -------- | -------- | ------ | ------ |
| 2010/11 | US Boulogne     | Vlag van Frankrijk | Ligue 2              | 26         | 0          | 3     | 0     | —        | —        | —        | —        | 29     | 0      |
| 2011/12 | US Boulogne     | Vlag van Frankrijk | Ligue 2              | 23         | 0          | 0     | 0     | —        | —        | —        | —        | 23     | 0      |
| 2012/13 | US Boulogne     | Vlag van Frankrijk | Championnat National | 4          | 0          | 1     | 0     | —        | —        | —        | —        | 5      | 0      |
| 2012/13 | Troyes AC       | Vlag van Frankrijk | Ligue 1              | 18         | 0          | 6     | 0     | —        | —        | —        | —        | 24     | 0      |
| 2013/14 | Troyes AC       | Vlag van Frankrijk | Ligue 2              | 35         | 0          | 8     | 0     | —        | —        | —        | —        | 43     | 0      |
| 2014/15 | Troyes AC       | Vlag van Frankrijk | Ligue 2              | 2          | 0          | 1     | 0     | —        | —        | —        | —        | 3      | 0      |
| 2014/15 | RSC Anderlecht  | Vlag van België    | Jupiler Pro League   | 17         | 1          | 6     | 0     | —        | —        | 1        | 0        | 24     | 1      |
| 2015/16 | RSC Anderlecht  | Vlag van België    | Jupiler Pro League   | 1          | 0          | 0     | 0     | —        | —        | 0        | 0        | 1      | 0      |
| 2015/16 | Brentford FC    | Vlag van Engeland  | Championship         | 21         | 0          | 0     | 0     | —        | —        | —        | —        | 21     | 0      |
| 2016/17 | Brentford FC    | Vlag van Engeland  | Championship         | 38         | 4          | 2     | 0     | —        | —        | —        | —        | 40     | 4      |
| 2017/18 | Brentford FC    | Vlag van Engeland  | Championship         | 3          | 0          | 2     | 0     | —        | —        | —        | —        | 5      | 0      |
| 2017/18 | Birmingham City | Vlag van Engeland  | Championship         | 35         | 2          | 1     | 0     | —        | —        | —        | —        | 36     | 2      |
| 2018/19 | Birmingham City | Vlag van Engeland  | Championship         | 43         | 0          | 1     | 0     | —        | —        | —        | —        | 44     | 0      |
| 2019/20 | Birmingham City | Vlag van Engeland  | Championship         | 44         | 1          | 3     | 0     | —        | —        | —        | —        | 47     | 1      |
| 2020/21 | Birmingham City | Vlag van Engeland  | Championship         | 42         | 1          | 2     | 0     | —        | —        | —        | —        | 44     | 1      |
| 2021/22 | Birmingham City | Vlag van Engeland  | Championship         | 33         | 1          | 1     | 0     | —        | —        | —        | —        | 34     | 1      |
| 2022/23 | Birmingham City | Vlag van Engeland  | Championship         | 44         | 2          | 4     | 0     | —        | —        | —        | —        | 48     | 2      |
| 2023/24 | FC Metz         | Vlag van Frankrijk | Ligue 1              | 24         | 0          | 1     | 0     | —        | —        | —        | —        | 25     | 0      |
| 2024/25 | FC Metz         | Vlag van Frankrijk | Ligue 2              | 13         | 0          | 1     | 0     | —        | —        | —        | —        | 14     | 0      |
| Totaal  | Totaal          | Totaal             | Totaal               | 466        | 12         | 43    | 0     | 0        | 0        | 1        | 0        | 510    | 12     |

1 Dietsch ·
2 Colin ·
3 Udol  ·
5 Candé ·
6 N'Doram ·
7 Diallo · 
8 Traoré · 
10 Mikautadze · 
11 Lamkel Zé · 
12 Tchimbembé ·
14 Sabaly · 
15 Lô · 
16 Oukidja ·
17 Tetteh · 
18 Camara · 
21 N'Guessan ·
22 Van Den Kerkhof · 
25 Atta · 
26 Mbaye · 
27 Jean Jacques · 
29 Hérelle · 
30 Caillard ·
34 N'Duquidi · 
36 Jallow · 
37 I. Sané · 
38 S. Sané · 
39 Kouao · 
99 Asoro · 
Coach: Bölöni
· Assistent-coach: Delmotte